# Lacon punctatus
Espèce
Le lacon ponctué ou Lacon punctatus est une espèce de coléoptères saproxyliques (qui vit dans le bois mort) de la famille des Elateridae .

S'il est durablement présent dans une forêt, il est considéré comme un bioindicateur de la naturalité des forêts, ou en tous cas de la présence de bois mort.

## Description
Son corps noir et plat lui permet de se faufiler sous les écorces qui se décollent et dans les anfractuosité du bois mort des résineux.
Sa carapace est couverte de poils qui pourraient l'aider à transporter les spores de champignons qui décomposent le bois, dont il se nourrit.
Menacé il replie ses pattes sous son corps. Mis sur le dos, il saute sur lui-même pour se retourner.

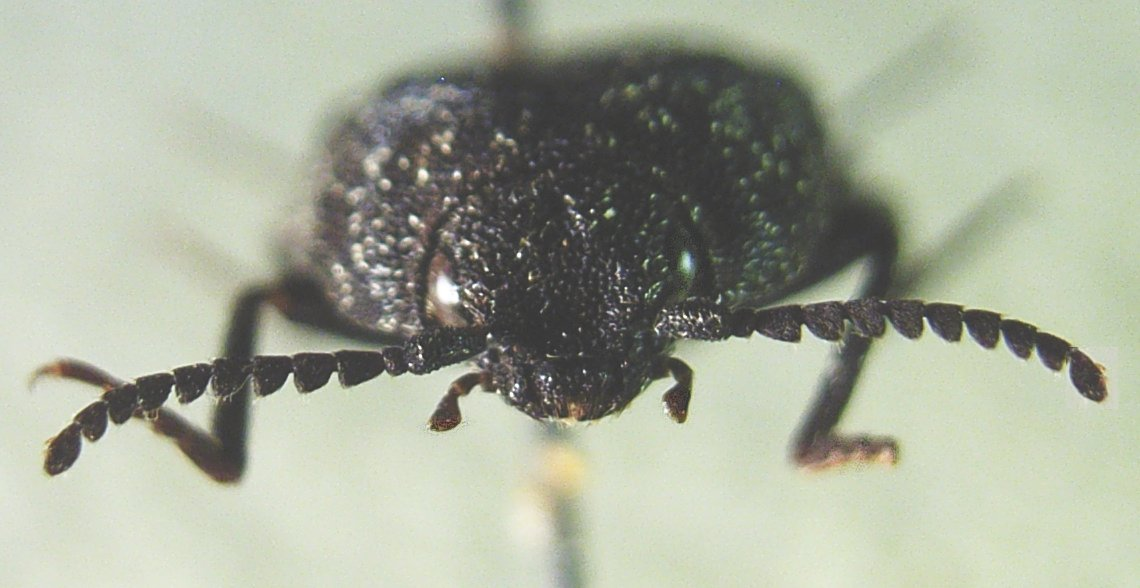
Vue frontale

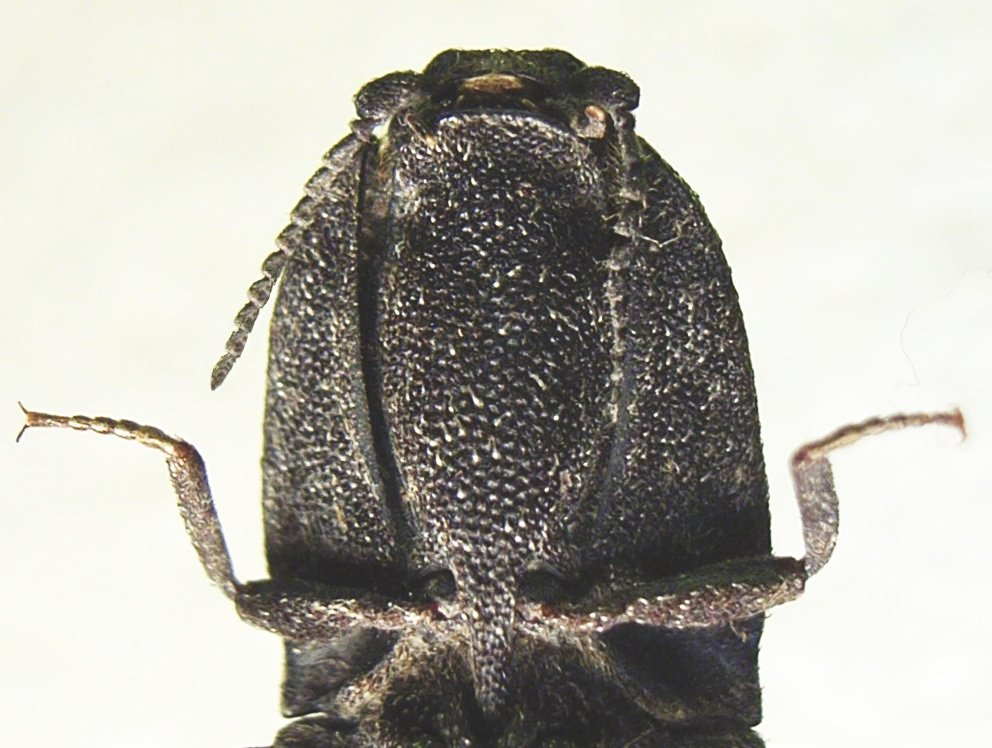
Tête vue de dessous

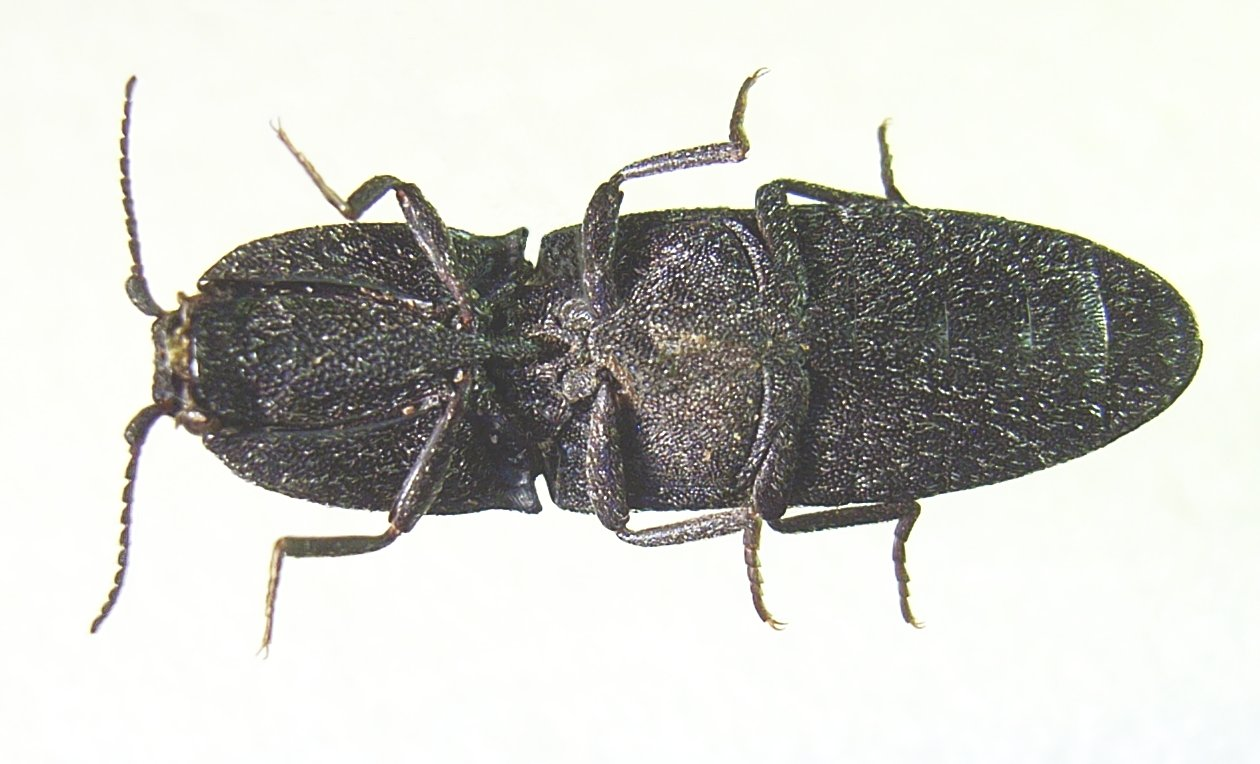
Vue de dessous

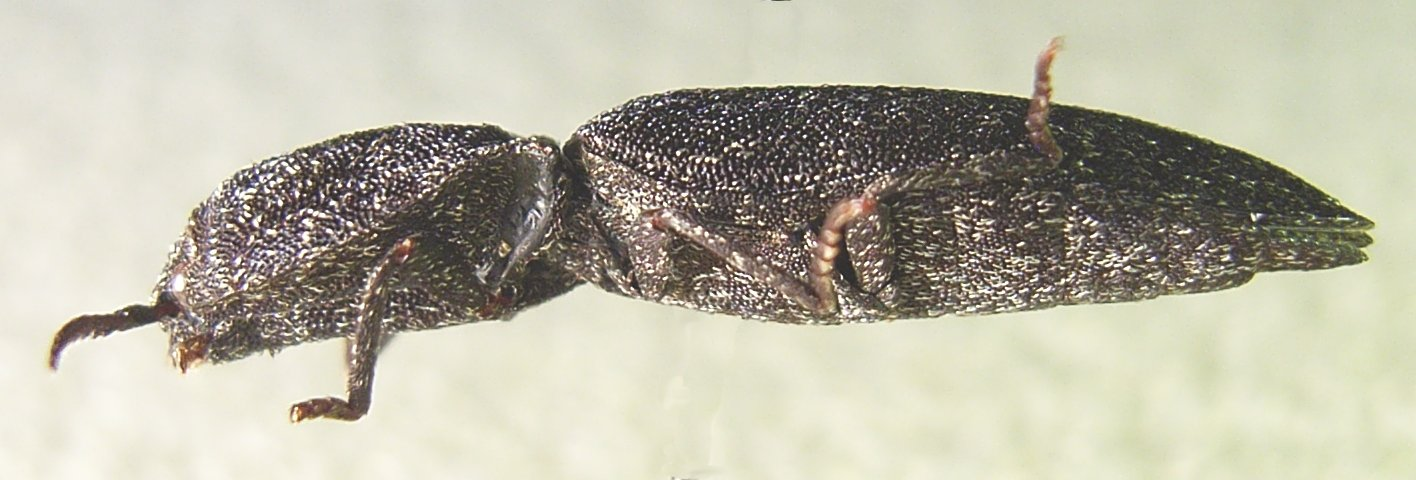
Vue de profil